# André Delcroix
André Delcroix (nascido em 20 de setembro de 1953) é um ex-ciclista bélgico. Venceu a edição de 1966 da Volta à Polônia.